# 159
Évszázadok: 1. század – 2. század – 3. század
Évtizedek: 100-as évek – 110-es évek – 120-as évek – 130-as évek – 140-es évek – 150-es évek – 160-as évek – 170-es évek – 180-as évek – 190-es évek – 200-as évek
Évek: 154 – 155 – 156 – 157 –  158 – 159 – 160 – 161 – 162 – 163 – 164

## Események

### Római Birodalom
- Plautius Quintillust (helyettese áprilistól M. Pisibanius Lepidus, júliustól P. Cornelius Dexter, októbertől A. Curtius Crispinus) és Marcus Statius Priscus Licinius Italicust (helyettese L. Matuccius Fuscinus) választják consulnak.
- Megszületik Annia Aurelia Fadilla, Marcus Aurelius és Faustina lánya.

### Kína
- Meghal Huan császár felesége, Liang Nü-jing. A kormányzatot ténylegesen kezében tartó Liang Csi, a császár sógora egyik rokonát adja a császárnak ágyasul, hogy továbbra is ellenőrzése alatt tartsa. Hogy a nőt is kézben tarthassa, megpróbálja meggyilkoltatni annak anyját, de nem jár sikerrel. Amikor Huan erről tudomást szerez, az eunuchok segítségével összeesküvést szervez gyűlölt sógora ellen és megölik őt. Ezt követően az egész Liang-klánt és klientúrájukat is lemészárolják, ami miatt a kormányzat egy ideig csak akadozva működik. A Liang-ház elkobozott vagyona lehetővé teszi, hogy az adókat egy évre a felére csökkentsék.

## Születések
- I. Gordianus római császár († 238)
- Annia Aurelia Fadilla, Marcus Aurelius lánya

## Halálozások
- Liang Nü-jing, kínai császárné
- Liang Csi, kínai politikus

## Fordítás
- Ez a szócikk részben vagy egészben  a(z)   159 című angol Wikipédia-szócikk ezen változatának fordításán alapul.  Az eredeti cikk szerkesztőit annak laptörténete sorolja fel. Ez a jelzés csupán a megfogalmazás eredetét és a szerzői jogokat jelzi, nem szolgál a cikkben szereplő információk forrásmegjelöléseként.